# 芝塚原
芝塚原（しばつかばら）は、埼玉県川口市の町名。現行行政地名は芝塚原一丁目および二丁目。住居表示実施地区。郵便番号は333-0856。

## 地理
川口市の北西部に位置する。京浜東北線蕨駅、南浦和駅が最寄り駅となっている。全域が宅地化している。

## 歴史
かつての芝村の一部である。

### 沿革
- 1971年（昭和46年） - 芝第1土地区画整理事業が開始。
- 1986年（昭和61年）10月1日 - 大字芝の一部から芝塚原一丁目及び二丁目が成立[5]（一丁目は小谷場の一部も）。

## 世帯数と人口
2018年（平成30年）3月1日現在の世帯数と人口は以下の通りである。
| 丁目         | 世帯数    | 人口    |
| ------------ | --------- | ------- |
| 芝塚原一丁目 | 600世帯   | 1,271人 |
| 芝塚原二丁目 | 701世帯   | 1,678人 |
| 計           | 1,301世帯 | 2,949人 |

## 小・中学校の学区
市立小・中学校に通う場合、学区（校区）は以下の通りとなる。
| 丁目         | 番地                               | 小学校                 | 中学校             |
| ------------ | ---------------------------------- | ---------------------- | ------------------ |
| 芝塚原一丁目 | 1番1号〜99号 4番1号〜99号          | 川口市立芝樋ノ爪小学校 | 川口市立芝西中学校 |
| 芝塚原一丁目 | その他                             | 川口市立芝西小学校     | 川口市立芝西中学校 |
| 芝塚原二丁目 | 1番1号〜12番99号 14番1号〜23番99号 | 川口市立芝西小学校     | 川口市立芝西中学校 |

## 交通
地区の南西端を東北本線が通るが、鉄道駅は設置されていない。

### 道路
- 芝陸橋いちょう通り
  - 芝陸橋

## 施設
- 川口市立芝西中学校
- さいたま車両センター（浦和電車区） - 南東部の一部が地区に掛かる。
- 芝塚原公園
- 芝塚原第2公園
- 芝塚原神社
- 太子堂